# Thomas Albrecht Pingeling
Thomas Albrecht Pingeling (* 19. August 1727 in Hamburg; † 16. Juli 1803 ebenda) war ein deutscher Kupferstecher.

## Leben
Pingeling war Sohn des aus Sachsen nach Hamburg zugewanderten Kupferstechers Gottfried Christian Pingeling. Er wurde 1751 als Mitarbeiter seines Vaters wirksam, mit dem er bis zu dessen Tod 1769 zusammen arbeitete. Die Werkstatt der beiden wurde als die „bedeutendste“ in der zweiten Hälfte des 18. Jahrhunderts in Hamburg eingestuft. Die Werkstatt lieferte Illustrationen und Titelvignetten zu Büchern und Gelegenheitsschriften, Exlibris, Landkarten (wie Productenkarte von Europas des August Friedrich Wilhelm Crome) und Seekarten (so für den Hamburger Kapitän Cornelius Martin Wohlers), Städteansichten und Porträts. Nach dem Tod des Vaters setzte er die Werkstatt zunächst allein, dann gemeinsam mit seinem Schüler Johann Thomas Hagemann fort. Pingeling arbeitete nach seinem für den Zeitraum von 1775 bis 1793 erhaltenen Einnahmebuch auch für auswärtige Auftraggeber in London und Sankt Petersburg.